# Украинское сельское поселение (Омская область)
Украинское се́льское поселе́ние — муниципальное образование в Исилькульском районе Омской области Российской Федерации.
Административный центр — село Украинка.

## География
Украинское сельское поселение расположено на юге Исилькульского района. Расстояние до районного центра — 34 км. Граничит с Баррикадским сельским поселением, с Полтавским муниципальным районом, с Каскатским сельским поселением, с Исилькульским городским поселением, с Боевым сельским поселением и с Казахстаном.

## История
Статус и границы сельского поселения установлены Законом Омской области от 30 июля 2004 года № 548-ОЗ «О границах и статусе муниципальных образований Омской области».

## Население
| 2010  | 2011  | 2012  | 2013  | 2014  | 2015  | 2016  |
| ----- | ----- | ----- | ----- | ----- | ----- | ----- |
| 2670  | ↘2658 | ↘2594 | ↘2478 | ↘2448 | ↘2423 | ↘2376 |
| 2017  | 2018  | 2019  | 2020  | 2021  | 2023  |       |
| ↘2340 | ↘2323 | ↘2286 | ↘2233 | ↗2520 | ↘2434 |       |

## Состав сельского поселения
| № | Населённый пункт | Тип населённого пункта       | Население |
| - | ---------------- | ---------------------------- | --------- |
| 1 | Кудряевка        | деревня                      | ↘285      |
| 2 | Мясники          | деревня                      | ↘289      |
| 3 | Новодонка        | деревня                      | ↘283      |
| 4 | Ночка            | деревня                      | ↘262      |
| 5 | Украинка         | село, административный центр | ↘1551     |